# Dalmatovsky (huyện)
Huyện Dalmatovsky (tiếng Nga: ? райо́н) là một huyện hành chính tự quản (raion), của Tỉnh Kurgan, Nga. Huyện có diện tích 3577 kilômét vuông, dân số thời điểm ngày 1 tháng 1 năm 2000 là 37700 người. Trung tâm của huyện đóng ở Dalmatovo.